# Hot (James Brown)
Hot è il quarantacinquesimo album in studio del cantante statunitense James Brown, pubblicato nel 1976.

## Tracce
1. Hot (I Need to Be Loved, Loved, Loved, Loved) – 5:56
2. So Long – 3:20
3. (I Love You) For Sentimental Reasons – 3:48
4. Try Me – 5:41
5. The Future Shock of the World – 4:07
6. Woman – 3:45
7. Most of All – 4:00
8. Goodnight My Love – 5:08
9. Please, Please, Please – 6:54